# Ulrich Stein (Regisseur)
Ulrich Stein (* 16. September 1955 in Hildesheim) ist ein deutscher Regisseur, Drehbuchautor, Filmproduzent und Filmeditor. Von 1990 bis 2000 war er Redaktionsleiter der Spiegel TV Reportage bei Sat.1.

## Leben
Stein studierte an den Universitäten Bielefeld und Hamburg Germanistik, Filmtheorie und Philosophie. Es folgte ein Filmstudium an der Hochschule für Bildende Künste Hamburg. Dem schloss er ein Studium an der Temple University in Philadelphia (USA) und der Universität Sao Paulo (ECA, Brasilien) an.
Er ist Regisseur und Produzent von Spielfilmen und zahlreichen Dokumentarfilmen. Für das ZDF inszenierte er unter anderem den Spielfilm Tage im Hotel und die Dokumentationsreihe ZDFzeit. Für die ARD führte er unter anderem für die Sendung Die Story im Ersten Regie. Den Sänger Herbert Grönemeyer begleitete er bei seiner Unterwegs-Tour 2007 zu seinem Studioalbum 12 und porträtierte 2008 und 2016 erneut dessen Leben für die ARD-Reihe Deutschland, deine Künstler. Von 2015 bis 2017 war Stein Redaktionsleiter der ARD-Reportagereihe #Beckmann.
Stein bekam zahlreiche Preise für seine Arbeiten, unter anderem den Josef-von-Sternberg-Preis auf dem Internationalen Filmfestival Mannheim-Heidelberg und die World Gold Medal des New York Film Festivals.
Seit 2002 ist er Dozent für Filmgeschichte und Filmtheorie an der Hamburg Media School.

## Filmografie (Auswahl)

### Regie
- 1979: Von Tag zu Tag
- 1980: Postcards from America
- 1982: Ausserhalb des Ozeans
- 1983: Tage im Hotel
- 1989: Oxala – Das magische Erbe der Trance
- 1989: Leichte Beute oder Delirio touristico
- 1991: Die Beichte der Putschisten
- 1994: Das wahre Leben
- 2006: Die Peter Graf Story – Die Achterbahnfahrt eines Selfmademan
- 2007: Unterwegs – Die Herbert Grönemeyer-Tour 2007
- 2008: Deutschland, deine Künstler – Herbert Grönemeyer
- 2009: Kasse gegen Privat
- 2013: ZDFzeit – Unheimliche Geschäfte – Die Skandale der Deutschen Bank
- 2013: Auf dem Nordseeküstenradweg durch Schottland und England
- 2016: Deutschland, deine Künstler – Herbert Grönemeyer
- 2018: Die Story im Ersten – Lindner und die FDP
- 2019: Auf den Spuren von Cesária Évora – Weltmusik von den Kapverden
- 2019: Der schwierige Weg zur deutschen Einheit: Das Ringen um die Zwei-plus-Vier Verhandlungen
- 2023: Sound of Cabo Verde - The Legacy of Cesária Évora

### Drehbuch
- 1979: Treibsand
- 1980: Postcards from America
- 1989: Leichte Beute oder Delirio touristico

### Produktion
- 1979: Von Tag zu Tag
- 1983: Tage im Hotel
- 2013: Auf dem Nordseeküstenradweg durch Schottland und England
- 2019: Nur eine Frau (Producer)
- 2023: Kryptowährungen - Wie gefährlich ist das neue Geld? (Producer)
- 2024: Südafrika - Wie Korruption ein Land ausplündert (Producer)
- 2024: Riefenstahl (Producer)

### Schnitt
- 1980: Postcards from America
- 1988: Cargo
- 1989: Leichte Beute oder Delirio touristico
- 2010: Sex im 21. Jahrhundert
- 2018: Die eiserne Zeit – Lieben und Töten im Dreißigjährigen Krieg
- 2019: Deutschland '61 – Countdown zum Mauerbau
- 2019: Deutschland '89 – Countdown zum Mauerfall
- 2020: Colonia Dignidad – Aus dem Innern einer deutschen Sekte
- 2020: Der Bruderkrieg – Deutsche und Franzosen 1870/71